# Kevin Lenkeit

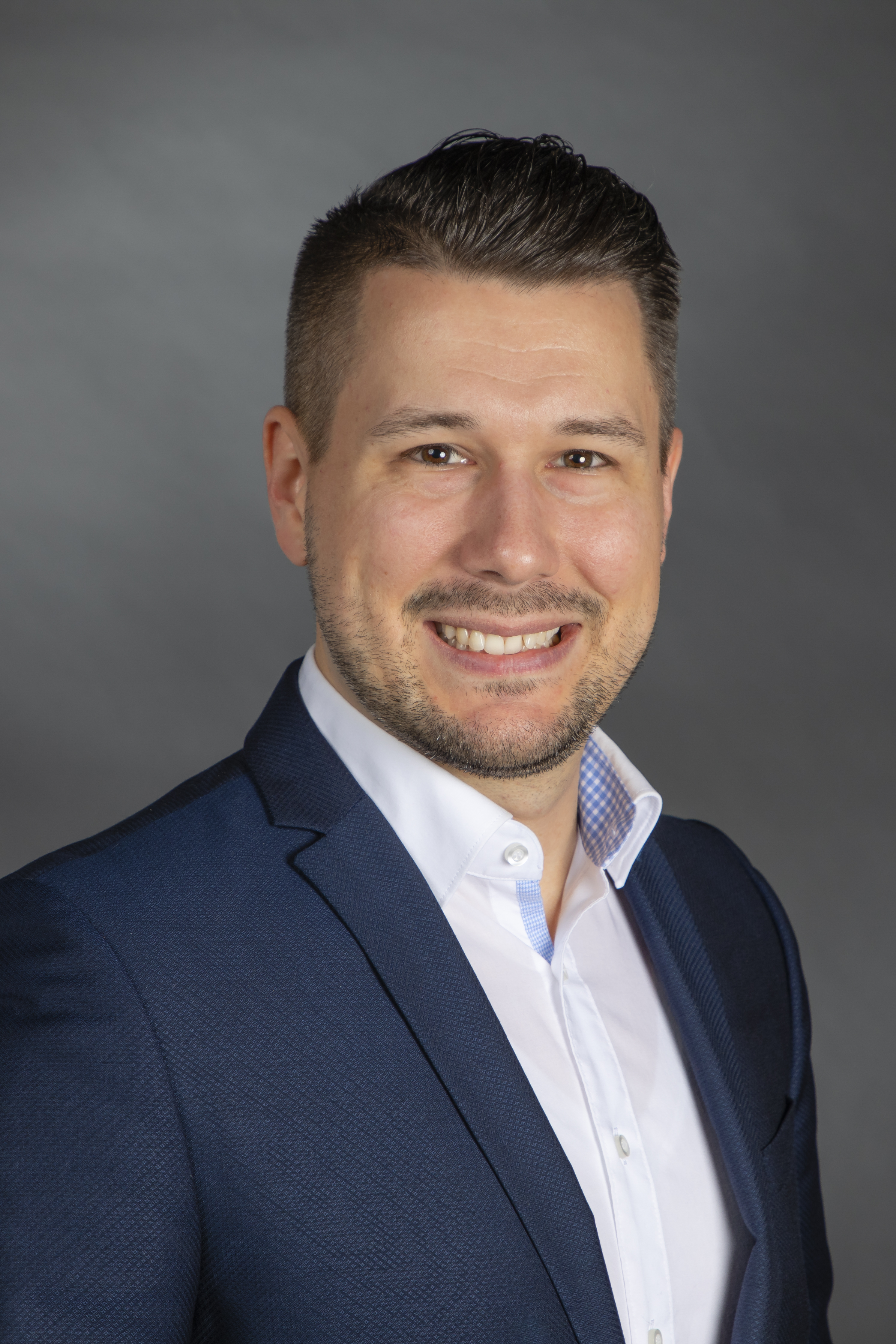
Kevin Lenkeit (2019)

Kevin Lenkeit  (* 1985) ist ein deutscher  Politiker (SPD) und seit 2019 Mitglied der Bremischen Bürgerschaft. 

## Biografie

### Ausbildung und Beruf
Lenkeit studierte nach dem Abitur an der Universität Bremen ohne Abschluss. Er ist wissenschaftlicher Mitarbeiter des SPD-Bundestagsabgeordneten Uwe Schmidt im Wahlkreisbüro Bremerhaven.
Er ist verheiratet und hat zwei Kinder.

### Politik
Lenkeit wurde Mitglied der SPD und war zunächst im SPD-Ortsverein Wulsdorf / Fischereihafen aktiv, u. a. als Vorstandsmitglied und UB-Delegierter. Er war Vorsitzender der Jusos in Bremerhaven und ab 2010 stellvertretender Landesvorsitzender der Jusos im Land Bremen. Er war von 2011 bis um 2015 (?) Bremerhavener Stadtverordneter als Nachrücker für Uwe Parpart und er war im Fraktionsvorstand sowie in diversen Ausschüssen (Schule und Kultur, Jugend, Familie und Frauen). Er wurde danach aktiv im SPD-Ortsverein Burglesum und ist derzeit (2019) Vorsitzender des Ortsvereins. 2018 wurde er von der Mandatskommission der SPD auf den Listenplatz 15 der SPD-Liste für die Bürgerschaftswahl 2019 gesetzt.
Im Mai 2019 wurde er in die Bremische Bürgerschaft gewählt. 2023 wurde er erneut in die Bürgerschaft gewählt.
Er ist aktuell Sprecher für Inneres der SPD-Fraktion.